# Arthur Dussault
Pour les articles homonymes, voir Dussault.
Arthur Dussault, né à Villeneuve-sur-Yonne le 31 décembre 1851 et mort à Charenton-le-Pont le 8 mars 1929, est un peintre et homme politique français.

## Biographie
Il expose au Salon des indépendants en 1927-1928. 

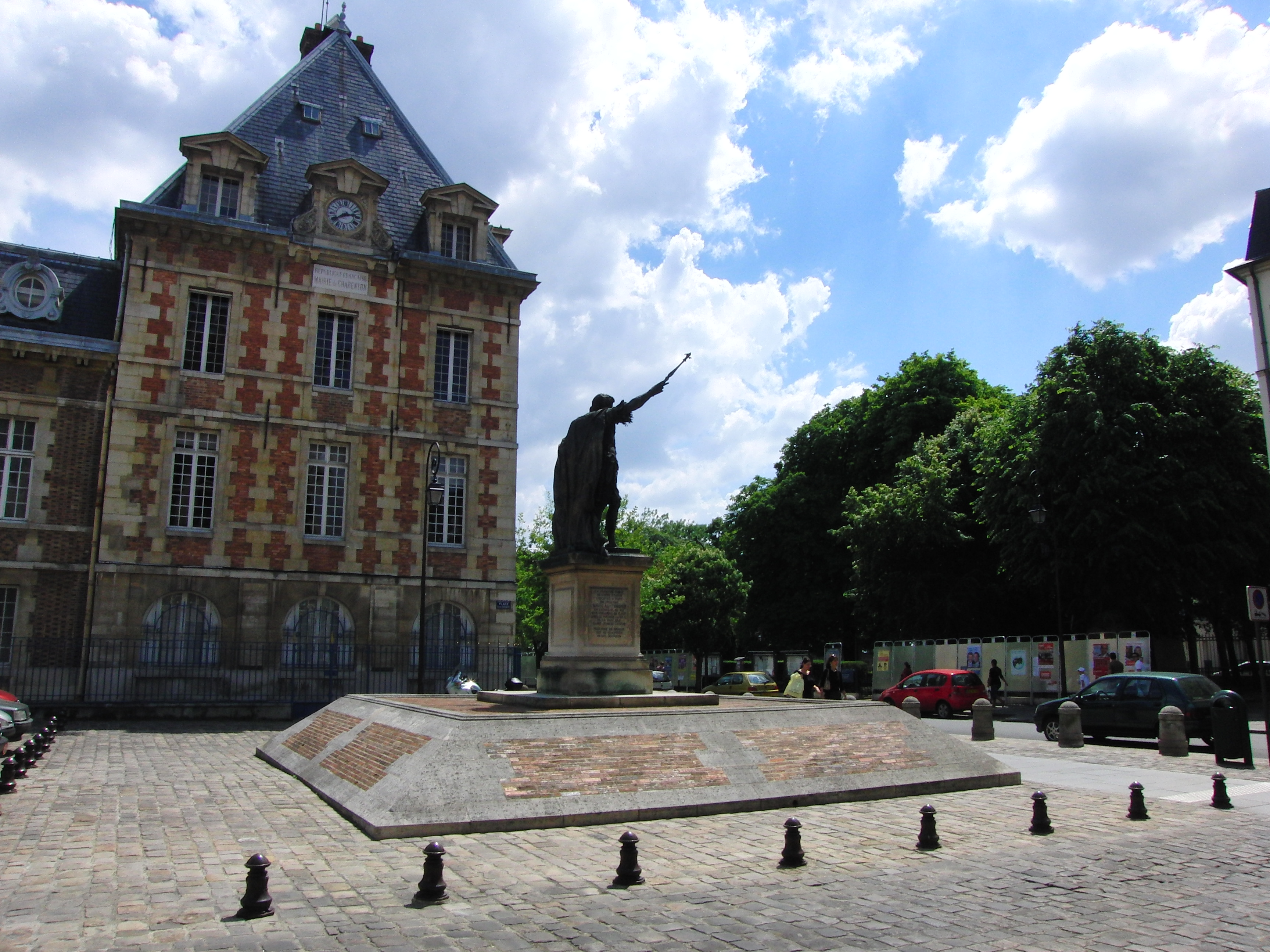
La place Arthur-Dussault à Charenton-le-Pont.

Conseiller général du canton de Maisons-Alfort (1909-1912), une place de Charenton-le-Pont dont il fut maire de 1891 à 1912 a été nommée en son honneur.
Il est fait chevalier de la Légion d'honneur le 12 janvier 1903.